# Rytuał (film 1969)
Rytuał (szw. Riten) – szwedzki, telewizyjny film fabularny z 1969 roku w reżyserii Ingmara Bergmana. Film był wymierzony w przeciwników sprzeciwiających się objęciu przez reżysera posady dyrektora Królewskiego Teatru Dramatycznego w Sztokholmie.

## Obsada
- Ingrid Thulin – Thea
- Gunnar Björnstrand – Hans Winkelmann
- Anders Ek – Sebastian
- Erik Hell – sędzia
- Ingmar Bergman

## Opis fabuły
Film opowiada o historii trojga artystów sądzonych za wystawienie obscenicznej sztuki. Przedstawia przesłuchania prowadzone przez sędziego, prowokującego aktorów do wzajemnego obciążania się zeznaniami, oraz relacje pomiędzy twórcami. Ingmar Bergman stworzył na potrzeby tego obrazu skomplikowane postacie, składające się z wewnętrznych problemów oraz trudnych i toksycznych zależności pomiędzy nimi. Końcowa scena filmu ukazuje spektakl wystawiany dla jednego widza, sędziego, tytułowy rytuał będący punktem kulminacyjnym napięć pomiędzy czterema postaciami dramatu.